# وترن
شهر وِتِـرِن (هلندی: Wetteren؛ ‏تلفظ در هلندی: [ˈʋɛtərə(n)]) در شهرستان داندرموند در فلاندر شرقی در فلاندر در کشور بلژیک واقع شده‌است.